# Лия Мара
Лия Мара (нем. Lya Mara, латыш. Lija Mara; 1 августа 1897 — 1 мая 1960), урождённая Александра Гудович (нем. Alexandra Gudowitsch, латыш. Aleksandra Gudoviča) — немецкая актриса немого кино.

## Биография
Будущая актриса родилась 1 августа 1897 года в Риге (в то время город входил в состав Российской империи, в настоящее время — столица Латвии). Рано лишившись отца, она была вынуждена бросить школу, так как её мать осталась с шестью детьми на руках, и средств на жизнь не хватало. В подростковом возрасте Лия прошла обучение в школе балета в Риге, после чего с успехом танцевала на сцене театра. Её карьера балерины достигла пика в 1913 году.
Во время Первой мировой войны Лия жила в Варшаве. В 1916 году она дебютировала в кино, снявшись в фильме «Мы хотим мужа». В 1917 снялась в фильме «Бестия», где главную роль играла будущая знаменитая актриса немого кино Пола Негри. Далее ею заинтересовался немецкий актёр, режиссёр и продюсер Фредерик Зелник, пригласил в Берлин и после нескольких проб предложил Лие контракт. Их совместная работа началась с картины 1917 года «История падшего», а в 1918 году они поженились.
Союз Мары и Зелника оказался достаточно плодотворен — всего актриса снялась в двадцати восьми фильмах супруга, а их дом превратился в салон, где любили проводить время деятели немецкого кинематографа. Наиболее известной работой Лии тех лет была картина «Танцующая Вена» (1927). Карьера актрисы завершилась с началом эпохи звукового кино. Появившись в 1931 году в своём единственном звуковом фильме «Все спрашивают об Эрике», она перестала сниматься и вместе с Зелником уехала в Лондон. В 1950 году Зелник умер. По некоторым данным, Лия умерла 1 мая 1960 года в Швейцарии.

## Фильмография
- 1920 — Анна Каренина / Anna Karenina — Анна Каренина
- 1922 — Дочь Наполеона / Die Tochter Napoleons — Марион Лярус, дочь
- 1923 — Катюша Маслова / Katjuscha Maslowa — Катюша Маслова